# Bright Machida
Bright Machida (japanisch 町田 ブライト Machida Bright; * 23. Oktober 1996 in Tsurugashima, Präfektur Saitama) ist ein japanischer Fußballspieler.

## Karriere
Bright Machida erlernte das Fußballspielen in den Schulmannschaften der Tsurugashima Minami Jr High School und der Seiritsu Gakuen High School, sowie in der Universitätsmannschaft der Tokyo International University. 2019 stand er beim Japan Soccer College FC unter Vertrag. Mit dem Verein spielte er in der Hokushin'etsu League, Division 1. Nach einer Saison wechselte er im Januar 2020 zum FC Gifu. Der Verein aus Gifu, der Hauptstadt der Präfektur Gifu, spielte in der dritten japanischen Liga, der J3 League. Sein Drittligadebüt gab Bright Machida am 19. Juli 2020 im Heimspiel gegen Roasso Kumamoto. Hier wurde er in der 90.+2 Minute für Shōta Kawanishi eingewechselt.